# Friedrich Wilhelm Schonert
Friedrich Wilhelm Schonert (* 9. März 1794 in Brandenburg an der Havel; † 24. November 1871 in Potsdam) war ein preußischer Generalmajor.

## Leben

### Herkunft
Seine Eltern waren der Obermühlenmeister und Stadtrat Christoph Schonert und dessen Ehefrau Maria Dorothea, geborene Buchholz.

### Militärkarriere
Schonert trat am 26. Februar 1813 als Freiwilliger Jäger in das 1. Garde-Regiment zu Fuß der Preußischen Armee ein und nahm während der Befreiungskriege an der Belagerung von Erfurt und dem Gefecht bei Neukirch teil. In der Zeit wurde er am 2. November 1813 als Sekondeleutnant in das 11. Infanterie-Regiment versetzt. Am 10. April 1815 wurde er in das Ersatzbataillon des Regiment versetzt, aber schon am 26. Juli 1815 kam er in das 2. Kurmärkische Landwehr-Infanterie-Regiment. Am 19. Februar 1816 wurde er dem 18. Infanterie-Regiment aggregiert und dort am 5. Oktober 1816 einrangiert.
Bis Ende Januar 1831 stieg Schonert zum Hauptmann und Kompaniechef auf. Am 24. Mai 1841 wurde er zum Major befördert und als Bataillonskommandeur in das 33. Infanterie-Regiment versetzt. Daran schloss sich am 27. März 1847 eine Verwendung als Kommandeur des III. Bataillons im 1. Landwehr-Regiment an. Am 19. November 1849 zum Oberstleutnant befördert, wurde er am 22. September 1851 Oberst und Kommandeur des 4. Infanterie-Regiments in Königsberg. Am 5. Februar 1853 nahm Schonert seinen Abschied mit Pension, am 29. Mai 1856 erhielt er noch die Beförderung zum Generalmajor und am 18. Oktober 1861 den Roten Adlerorden III. Klasse mit Schleife.
Er starb am 24. November 1871 in Potsdam.

### Familie
Schonert heiratete am 23. Januar 1821 in Jauer Johanna Margarete Pretre (1794–1838), eine Tochter des Stadtinspekteurs Pretre.